# 葆拉·莫伦豪尔
葆拉·莫伦豪尔（德語：Paula Mollenhauer，1908年12月22日—1988年7月7日），德国女子田径运动员。她曾代表德国参加1928年和1936年夏季奥林匹克运动会田径比赛，其中1936年奥运会获得一枚铜牌。